# Ptereleotridae
Famille
Les Ptereleotridae sont une famille de poissons téléostéens (Teleostei) de l'ordre des Perciformes.
Cette famille n'est pas reconnue par ITIS qui en fait la sous-famille des Ptereleotrinae qu'elle place dans l’ordre des Perciformes → sous-ordre des Gobioidei → famille des Microdesmidae.

## Liste des genres
Selon World Register of Marine Species (19 mai 2014) :
- genre Aioliops Rennis & Hoese, 1987
- genre Nemateleotris Fowler, 1938
- genre Oxymetopon Bleeker, 1860
- genre Parioglossus Regan, 1912
- genre Ptereleotris Gill, 1864